# Pithodia
Pithodia is een kevergeslacht uit de familie van de boktorren (Cerambycidae). De wetenschappelijke naam van het geslacht werd voor het eerst geldig gepubliceerd in 1865 door Pascoe.

## Soorten
Pithodia is monotypisch en omvat slechts de volgende soort:
- Pithodia tessellata Pascoe, 1865